# Колендас, Павел
Павел Колендас (Календас) (1820 -?) — российский живописец-портретист первой половины XIX века.
Жил и работал в Переславле-Залесском.
Несколько выполненных им портретов хранятся в Переславском музее-заповеднике, в том числе портреты 1840-х годов детей переславских фабрикантов Темериных, переданные в музей в 1921 году М. П. Беляевой, урождённой Темериной.
Отмечают некоторую архаичность его портретов, выдержанность в традициях парсуны, сходство с парадными портретами XVIII века, но одновременно творческая манера исполнения и трактовка образов типичны для провинциальной портретной живописи первой половины XIX века.